# Kamenica (Kosovo)

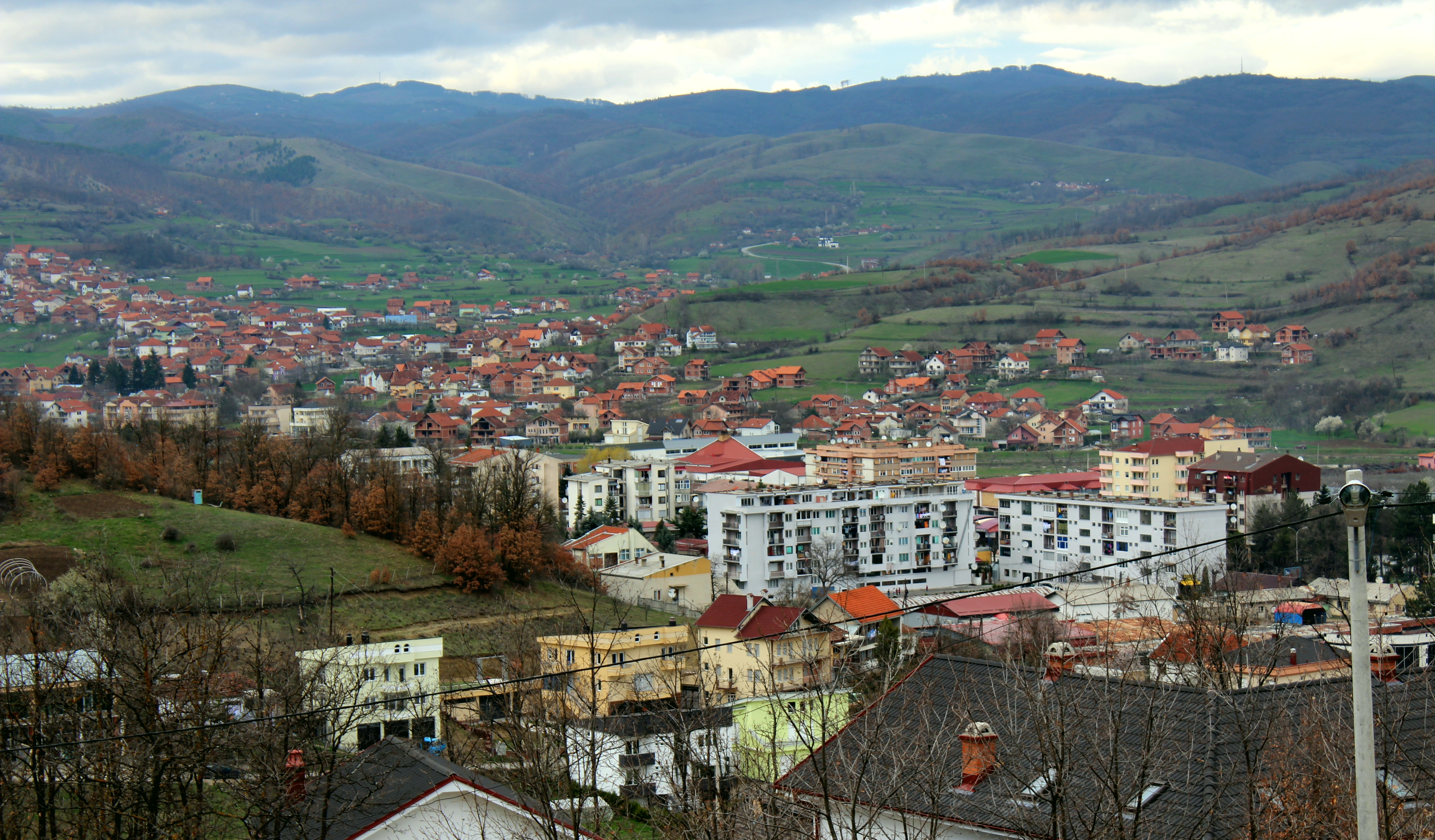
Panorama der Stadt Kamenica (2013)

Kamenica (albanisch auch Kamenicë oder Dardana/-ë, serbisch Косовска Каменица Kosovska Kamenica) ist eine Stadt im Osten des Kosovo und Amtssitz der gleichnamigen Gemeinde.

## Bevölkerung
Laut Ergebnis der Volkszählung 2011 leben im eigentlichen Ort Kamenica 7331 Personen, darunter 6911 (94,27 %) Albaner, 324 (4,42 %) Serben, 37 Roma, 29 Goranen.
| Zensus    | 1948 | 1953 | 1961 | 1971 | 1981 | 1991 | 2011 |
| --------- | ---- | ---- | ---- | ---- | ---- | ---- | ---- |
| Einwohner | 756  | 929  | 1298 | 2422 | 5383 | 9312 | 7331 |

## Öffentliche Einrichtungen

### Infrastruktur
Die Gesamtlage der Infrastruktur in der Kamenica wird als mangelhaft beurteilt. Viele der Straßen, welche die benachbarten Dörfer mit der Stadt verbinden, sind nicht asphaltiert. Die Stadt ist mit einem Wasserversorgungs- und Abwassernetz erschlossen. Die Versorgung mit elektrischer Energie ist aufgrund der landesweit schlechten Lage nicht immer gewährleistet.

### Gesundheit
Das primäre Gesundheitszentrum wird durch 14 Gesundheitshäusern ergänzt, welche in den größeren Dörfern gelegen sind. Der Gesundheitsbereich beschäftigt 125 Angestellte, wovon 66 Frauen und 59 Männer sind (2011), einschließlich Ärzte, Krankenpflegern und Hilfspersonal.

## Kultur
Die Anzahl der Moscheen beträgt 25, keine davon wurde im Krieg beschädigt. Auch die fünf bestehenden serbisch-orthodoxen Kirchen erlitten keine Schäden, benutzt davon werden vier.

## Persönlichkeiten
- Azem Vllasi (* 1948), Politiker
- Tina Ivanović (* 1973), Sängerin
- Musa Hajdari (* 1987), Mittelstreckenläufer
- Ermir Lenjani (* 1989), Fußballer

## Sport
Der lokale Stadtclub KF Dardana spielt in der drittklassigen Liga e Dytë.